# NGC 5105
NGC 5105 é uma galáxia espiral barrada (SBc) localizada na direcção da constelação de Virgo. Possui uma declinação de -13° 12' 26" e uma ascensão recta de 13 horas, 21 minutos e 49,0 segundos.
A galáxia NGC 5105 foi descoberta em 3 de Junho de 1886 por Lewis A. Swift.